# Tanjong Raya
Tanjong Raya is een bestuurslaag in het regentschap Bireuen van de provincie Atjeh, Indonesië. Tanjong Raya telt 235 inwoners (volkstelling 2010).